# EML Sakala (M314)

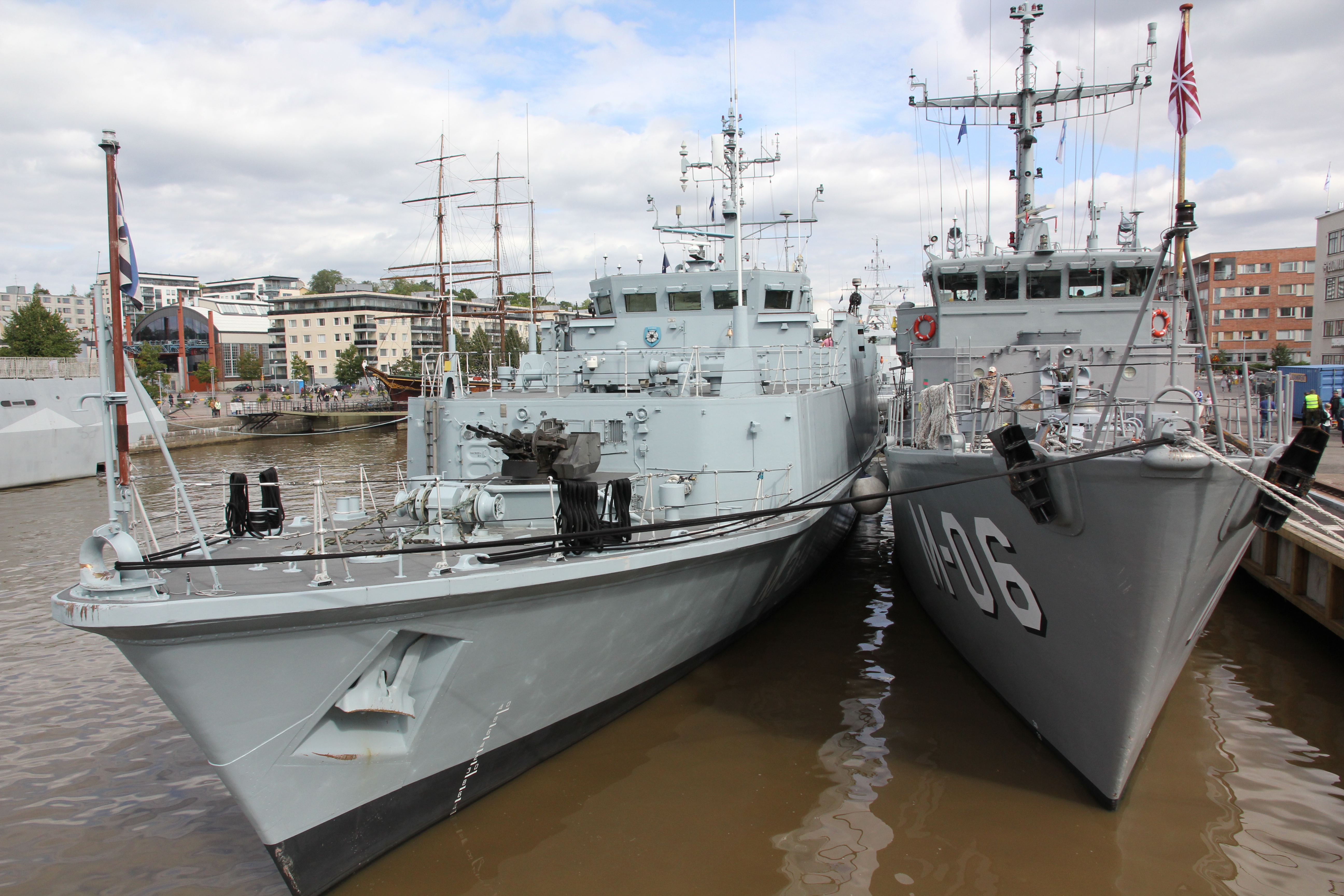
M-06 Tālivaldis, M314 Sakala NOCO февраль 2014

EML Sakala (M314) (рус. Сакала) — один из трёх тральщиков-искателей мин типа «Сэндаун», построенный в Великобритании для Военно-морских сил Эстонии. Принят на вооружение 24 января 1991 года. Командует судном коммандер Меэлис Канц.

## Вооружение
На корабль могут устанавливаться три 12,7 мм пулемёта Browning M2.